# Gonzalo Peralta
Gonzalo Peralta (Munro, Provincia de Buenos Aires, Argentina; 17 de septiembre de 1980 - Buenos Aires, Argentina; 7 de octubre de 2016) fue un futbolista argentino. Jugaba como marcador central y su primer equipo fue Comunicaciones. Su último club antes de retirarse fue Deportivo Riestra.

## Trayectoria
Realizó casi toda su trayectoria futbolística en las categorías de ascenso de Argentina. Ascendió con Almirante Brown a la B Nacional en 2007 y con Deportivo Riestra a la B Metropolitana en 2014, siendo el capitán de ese equipo. Los últimos años de su carrera se caracterizó por su cabello rapado y rastas rubias.

## Muerte
Falleció en la mañana del 7 de octubre de 2016 en una clínica en el barrio de Saavedra en Buenos Aires, a causa de leucemia, enfermedad que lo había llevado a retirarse del fútbol.

## Clubes
| Club              | País           | Año       |
| ----------------- | -------------- | --------- |
| Comunicaciones    | Argentina      | 2002-2004 |
| Almirante Brown   | Argentina      | 2004-2007 |
| D.C. United       | Estados Unidos | 2008      |
| Unión de Santa Fe | Argentina      | 2009      |
| Tristán Suárez    | Argentina      | 2009-2010 |
| Barracas Central  | Argentina      | 2011-2012 |
| Platense          | Argentina      | 2012-2014 |
| Deportivo Riestra | Argentina      | 2014-2015 |

## Palmarés

### Campeonatos nacionales
| Título                   | Club            | País           | Año  |
| ------------------------ | --------------- | -------------- | ---- |
| Primera B Metropolitana  | Almirante Brown | Argentina      | 2007 |
| Lamar Hunt U.S. Open Cup | D.C. United     | Estados Unidos | 2008 |

### Otros logros
| Título                       | Club              | País      | Año  |
| ---------------------------- | ----------------- | --------- | ---- |
| Ascenso a la B Metropolitana | Deportivo Riestra | Argentina | 2014 |